# Tegenaria faniapollinis
Tegenaria faniapollinis là một loài nhện trong họ Agelenidae.
Loài này thuộc chi Tegenaria. Tegenaria faniapollinis được Paolo Marcello Brignoli miêu tả năm 1978.